# Juan de Dios Hernández
Juan de Dios Hernández Tagle (sinh ngày 4 tháng 1 năm 1986) là một cầu thủ bóng đá người Mexico thi đấu cho LD Alajuelense ở Costa Rican Primera División.
Anh có màn ra mắt cùng với Cruz Azul ngày 13 tháng 8 năm 2005 trước Tecos, nơi Cruz Azul thắng 5-1.